# John S. McCain, Sr.

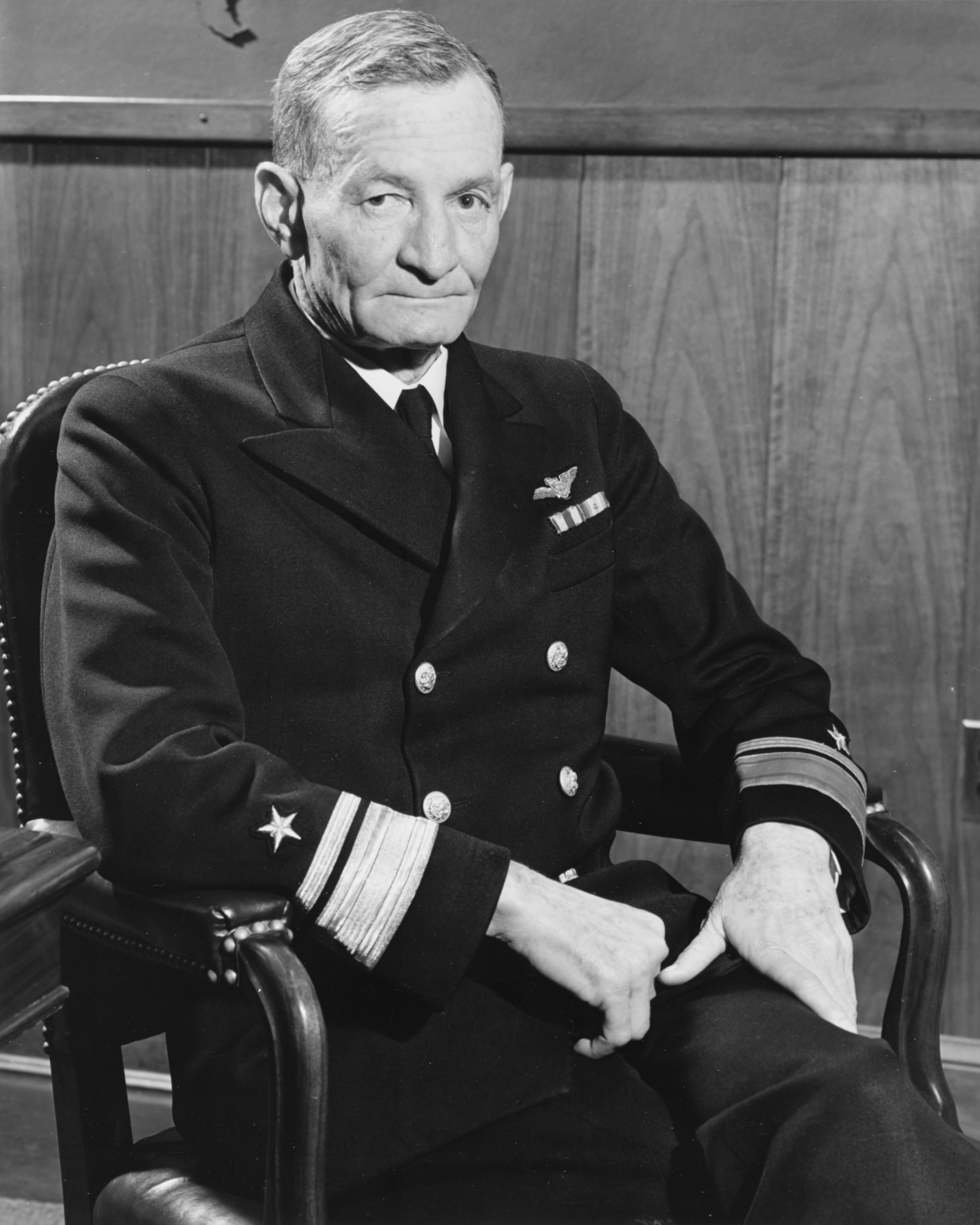
Đô đốc Hải quân Hoa Kỳ John S. McCain, Sr.

John S. McCain, Sr. (1884-1945) là Đô đốc Hải quân Hoa Kỳ. Ông là ông nội thượng nghị sĩ Thượng viện Hoa Kỳ John McCain.
Ông đã giữ nhiều chức vụ chỉ huy trong chiến dịch Thái Bình Dương trong thế chiến II.
McCain là một người tiên phong trong các vận hành tàu sân bay và là người vào năm 1942 chỉ huy tất cả các hoạt động không quân đóng ở mặt đất hỗ trờ cho chiến dịch Guadalcanal và cuối cùng trong giai đoạn 1944–1945 lãnh đạo tháo vát của Fast Carrier Task Force, trong cục thế cục Thái Bình Dương trong thế chiến II. Các chiến dịch của ông ngoài khơi Philippines và Okinawa, và các cuộc không kích đối với Formosa và các hòn đảo Nhật Bản, phá hủy nặng nề các lực lượng không quân và Hải quân Đế quốc Nhật Bản trong giai đoạn kết thúc chiến tranh. Ông mất 4 ngày sau khi ngày lễ đầu hàng chính thức của Nhật.